# Matt Campbell
Matt Campbell, född den 17 februari 1995 i Warwick, Queensland, är en australiensisk racerförare.